# کورچشمه (تاکستان)
کورچشمه (تاکستان)، روستایی از توابع بخش خرمدشت شهرستان تاکستان در استان قزوین ایران است.
این روستا دارای محصولاتی همچون:شیره انگور،سرکه انگور ، عسل و لبنیات عالی است 
شهید این روستا کاظم بابالویی می‌باشد...

## جمعیت
این روستا در دهستان افشاریه قرار دارد و براساس سرشماری مرکز آمار ایران در سال ۱۳۸۵، جمعیت آن ۳۶۱ نفر (۸۱خانوار) بوده‌است.